# Újváry Sándor
Újváry Sándor, született Ungár Sándor (Budapest, Erzsébetváros, 1904. május 6. – München, 1988. április 11.) magyar író, költő, szerkesztő, könyvkiadó.

## Élete
Ungár Lipót férfiszabó és Kohn Janka fia. A párizsi Sorbonne Egyetemen rövid ideig francia filológiát hallgatott. 1921 és 1923 között a Világ, 1923 és 1928 között az Esti Kurír, 1927–29 között a Műsoros Revü, majd az Újság és a Színházi Élet munkatársa volt. 1931 és 1935 között a Nyíl Regényújság segédszerkesztője és a Kritika társszerkesztője és számos lap és folyóirat kiadója volt, (Gong, Fáklya, Irodalmi Revü, Társadalmunk, Szivárvány, Nagyvilág). 1938-ban megalapította a Griff könyvkiadót, mely 1945-ig tartó fennállása alatt 172 művet adott ki. 1952-től Münchenben folytatta a könyvkiadást Újváry Griff Kiadó néven. A kiadóhoz ügynökséget is szervezett. Ő adta ki Márai Sándor, Halász Péter és Méray Tibor műveit. 1944-ben Magyarország német megszállása után letartóztatták, majd egy Németországba induló transzportba vagonírozták, de megszökött és mint a Nemzetközi Vöröskereszt képviselője fontos szerepet játszott az üldözöttek megmentésében. A második világháború után az Újjáépítési Minisztérium tanácsosaként dolgozott. 1947-ben Svájcba küldték konferenciára, ahonnan nem tért haza. Először Salzburgban telepedett le, majd Münchenbe költözött, ahol a magyar sajtó NSZK-beli hivatalos terjesztője lett. Az American International Academy díszdoktorrá avatta. Írásait az Új Hungária, a Magyar Híradó, az Irodalmi újság, a Szivárvány, az Abendzeitung és a Sie und Er közölte. Számos filmforgatókönyvet is írt, részben A. Newcastle, Georg U. Alexander és Alexander U. G. álnéven. Megjelentek regényei, válogatott versei.
Teljes irodalmi hagyatékát még életében a Magyar Tudományos Akadémia Könyvtárának adományozta.
Első felesége Haas Rozália volt, akivel 1928. október 31-én Budapesten, a Józsefvárosban kötött házasságot. 1930-ban elváltak. Másodszor is megnősült. 1930. július 17-én feleségül vette Bíró Évát, akitől 1932-ben elvált. Harmadik feleségével, Vajda Erzsébettel 1935. november 28-án házasodott össze, ám két évvel később tőle is elvált.

## Főbb művei
- Szabálytalan önéletrajz (emlékirat, München, 1976)
- Ami a „Szabálytalan önéletrajz”-ból kimaradt (emlékirat, München, 1977)
- Rövidzárlat Magyarországon. Naplótöredékek 1943-1945 (München, 1980)
- „Magasfeszültség”. Egy emigráns kiadó és író visszaemlékezései (München, 1983)